# Parzniewice Duże
Parzniewice Duże [pronunciación en polaco: /paʐɲɛˈvit͡sɛ ˈduʐɛ/] es una aldea ubicada en el distrito administrativo de Gmina Wola Krzysztoporska, dentro del condado de Piotrków, voivodato de Łódź, en el centro de Polonia. Se encuentra a unos 7 kilómetros al suroeste de Wola Krzysztoporska, a 17 kilómetros al suroeste de Piotrków Trybunalski, y a 54 kilómetros al sur de la capital regional Łódź.